# Orsócsigafélék
Az orsócsigafélék (Clausiliidae) a csigák osztályának, a tüdőscsigák (Pulmonata) rendjének és a szárazföldi csupaszcsigák (Eupulmonata) alrendjének egy családja.

## Rendszerezés
A családba az alábbi alcsaládok tartoznak: 
- Alopiinae
- Baleinae
- Clausiliinae
- †Constrictinae
- Garnieriinae
- †Eualopiinae
- Laminiferinae
- Mentissoideinae
- Neniinae
- Phaedusinae
- Serrulininae